# タッグアップ
タッグアップ（Tag up、Tagging up ）は、野球やソフトボールにおける走塁戦術の一つ。走者が次塁への進塁を意図して、打者の飛球を野手が捕球した後に帰塁すること、もしくは捕球前にあらかじめ帰塁しておくこと。
日本においては、タッグアップはタッチアップと呼ばれることが多い。また、慣例的に、タッグアップ後の次塁への進塁を含めた行為全体も、タッチアップと称されている（用例：「タッチアップに成功する」）。

## 概要
打者が飛球（フェアボール、ファウルボールを問わない）を打ち、この飛球が野手により捕球された場合、走者はリタッチを行なわなければならない、とルールで定められている。一旦リタッチを果たした後は次塁への進塁を試みることができる。飛球の方向や距離、走者の走力や相手の守備力といった条件が揃えば、この捕球後の再離塁によって次塁に到達できる。三塁走者が本塁に生還すれば犠牲フライになる。
離塁した走者は次塁へ達する前に触球されるとアウトになるので、極力早くスタートできるよう、塁（ベースバッグ）に足を掛け、同時に野手の捕球が自身の視野に入るような体勢をとる。離塁の際には捕球より先に上体のみを動かし、その勢いを利用してスタートを切ることがセオリーとなっている。

## リタッチ
リタッチは飛球が捕球された後に行うほか、飛球がまだ空中にあるときに予め帰塁しておき、捕球もしくは飛球が野手に触れたタイミングで離塁を行ってもリタッチを果たしたと認められる。タッグアップはこの捕球後直ちにスタートするルールを利用したものである。
一方、走者が塁の後方などに位置し、タイミングを見計らって捕球のわずか前からスタートし、ちょうど捕球時点で塁に触れながら通過した場合（フライングスタート）は正しいリタッチ行為であるとはみなされない。走者は野手が捕球するまで塁に触れた状態でいるか、次の塁との間のベースラインにいて帰塁後にスタートすることで正しいリタッチと認められる。
離塁タイミングが早すぎたか、リタッチが正しく行われなかった場合、守備側よりアピールがあれば走者はアウトとなる（本塁に到達していた場合は、得点は認められない）。

## 離塁（スタート）タイミング
走者の離塁が可能となるのは、飛球が野手に最初に触れた時点である。即ち、捕球が完了していない状態（たとえば飛球を野手がグラブで弾き、まだ手やグラブで確実に掴むことができていない状態）でも、野手が飛球に触れていれば、走者は塁を離れて差し支えなく、離塁が早すぎるという理由でアピールアウトにされることはない。これにより「外野手が故意にお手玉をしながら内野に徐々に近づくことで走者の離塁を妨害する」という行為ができないようになっている。離塁可能となるのが飛球が完全に捕球されアウトが成立した時点からと誤解されることがあり、フィクション作品でそのような描写をしていることがある。
- 田中モトユキ『最強!都立あおい坂高校野球部』第8巻、第79球（話）。一死三塁で三塁手が正面への強烈なライナーをグラブで弾いて左翼手の手前への飛球と同じ状態になったが、三塁走者はスタートせず、離塁の準備をしながら打球の行方を見ていて、観戦している野球記者も「これじゃ浅いフライと変わらないからタッチアップは無理!!」と発言している。
- 中原裕・神尾龍『ラストイニング』第430話の雑誌掲載時（週刊ビッグコミックスピリッツ2014年8号掲載）では、一死一・三塁の場面で、左翼手が飛球に最初に触れた（捕球したと思われた）タイミングでスタートした三塁走者を、左翼手がファンブルしていたのを見た三塁ベースコーチがアウトより離塁が早いのでアピールプレイでアウトになるから戻したという描写をしていた。同話が収録された単行本44巻では左翼手はファンブルせず、三塁走者からは左翼手が捕球するところが見えにくかったので、捕球するより早くスタートを切ってしまったので戻したと修正している。